# Jean-Claude Dreyfus
Jean-Claude Patrick Raymond Dreyfus, född 18 februari 1946 i Paris, är en fransk skådespelare.

## Roller i urval
- 1974 – Comment réussir quand on est con et pleurnichard
- 1982 – Fitzcarraldo (ej krediterad)
- 1983 – Le Marginal
- 1983 – Pengarna eller livet
- 1984 – Cheech & Chong - de korsikanska bröderna
- 1987 – Tandem
- 1991 – All världens morgnar
- 1991 – Delikatessen
- 1995 – De förlorade barnens stad
- 1996 – Pinocchios äventyr
- 2004 – En långvarig förlovning
- 2004 – Två tigerbröder
- 2007 – Chacun son cinéma